# Kante (groupe)
Pour les articles homonymes, voir Kanté.
Kante est un groupe de pop rock allemand. Formé en 1995, le groupe joue de la Hamburger Schule, c'est-à-dire un mélange de pop, de rock (indie et post), de jazz, et des textes mélancoliques et réfléchies.

## Biographie
Peter Thiessen (guitare, chant) et Sebastian Vogel (batterie), amis d'enfance, joue depuis 1988 dans des petits groupes rock. En 1995, Andreas Krane les rejoint à la basse et le groupe forme Kante. Vient ensuite à la fin de 1997 Jens Vogt aux claviers. En parallèle, Thiessen joue dans Blumfeld. En 1997, leur premier album Zwischen den orten (Entre les lieux), plutôt instrumental, sous l'influence de Television, Soft Machine, Neu!, enregistré entre Düsseldorf et Hambourg, sort sur le label berlinois Kitty-Yo. Le groupe devient la nouveauté la plus populaire de l'année. Pour la tournée, Felix Müller devient le second guitariste et Michael Mühlhaus remplace Jens Vogt.
Leur deuxième album, publié en 2001, Zweilicht, toujours sur le label Kitty-Yo, fait apparaître des textes soignées sur une musique plus simple, permettant la diffusion du groupe dans les médias. Thomas Leboeg remplace Michael Mühlhaus qui joue également dans Blumfeld. Avec Zombi (2004), la musique de Kante progresse dans son style. Il sort sur la major EMI. Même si les morceaux instrumentaux sont devenus rares, ils deviennent des paysages sonores plus forts, plus rock qui permettent des improvisations. Après sa production orageuse, Andreas Krane quitte le groupe et Florian Dürrmann lui succède. L'album est l'une des meilleures ventes et l'un des meilleurs albums pour la presse de l'année 2004.
Après une longue tournée, le groupe enregistre à l'été 2005 son quatrième album, Die Tiere sind unruhig, un mélange entre Chicago et Queens of the Stone Age selon son producteur, donc plus rock sur des morceaux pourtant assez longs. L'album sort l'été suivant et devient le meilleur album de l'année 2006.
Peu de temps après, Blumfeld s'arrête. Peter Thiessen est engagé par la revue Friedrichstadt-Palast pour son spectacle Rhythmus Berlin ; pendant l'hiver, il écrit les paroles de dix-huit chansons et un peu la musique. Il a tout de suite l'idée d'en faire un album de Kante, avec le retour de Michael Mühlhaus. Kante conserve son énergie pour rendre hommage à la vie nocturne de Berlin. Après une tournée en Russie organisée par la Goethe-Institut en mai 2007, à la demande du metteur en scène Friederike Heller, Kante participe au projet de Peter Handke, Spuren der Verirrten, à l'Akademietheater de Vienne.
Alors que le groupe voulait sortir un nouvel album en 2008, EMI ne renouvelle pas son contrat. Peter Thiessen est contacté par le Burgtheater de Vienne pour l'adaptation de Docteur Faustus de Thomas Mann. Durant l'été 2009, Kante rejoue son album Zweilicht avec un orchestre symphonique dirigé par le chef Jan Dvorak qui avait signé les accords de l'orchestre. Le groupe signe aussi la musique pour la mise en scène par Friederike Heller des Années d’apprentissage de Wilhelm Meister de Goethe, puis de La Bonne Âme du Se-Tchouan de Bertolt Brecht et Antigone de Sophocle pour jouer leur musique sur scène.
Durant l'été 2011, Kante retourne en studio pour adapter ses créations pour le théâtre et en faire un album à venir. Après sept ans principalement en tant que musicien de théâtre, Kante publie en février 2015 In der Zuckerfabrik, un nouvel album dans lequel ils concluent leur musique théâtrale. Au printemps 2015, avec le dédcès de Danton au Staatsschauspiel Dresden, la production théâtrale suit, selon Peter Thiessen, une tournée et une nouvelle production d’albums.

## Accueil
Le magazine musical SPEX nomme Kante deuxième nouveau meilleur groupe de l’année. Le Musikexpress liste l'album Die Tiere sind unruhig à la première place de son top 50 des meilleurs albums de 2006.

## Discographie

### Albums studio
- 1997 : Zwischen den Orten
- 2001 : Zweilicht
- 2004 : Zombi
- 2006 : Die Tiere sind unruhig
- 2007 : Kante Plays Rhythmus Berlin
- 2015 : In der Zuckerfabrik (Hook Music/Indigo)

### Singles et EP
- 1993 : Kante / Waldorf & Statler (split-single vinyle)
- 1997 : Heiligengeistfeld (split-single avec Freewheelin' Knarf Rellöm)
- 2001 : Die Summe der einzelnen Teile (single promotionnel)
- 2001 : Im ersten Licht (single promotionnel)
- 2001 : Im ersten Licht revisited (EP 12" remix)
- 2004 : Zombi (single promotionnel)
- 2004 : Warmer Abend (single promotionnel)
- 2005 : Akustik Sessions (EP téléchargeable avec DVD bonus Die Tiere sind unruhig)
- 2006 : Ich hab's gesehen (single promotionnel)
- 2006 : Die Wahrheit (single promotionnel)

### Autres
- 1998 : Redirections (compilation remix)
- 2001 : Im ersten Licht (revisited) (compilation remix)
- 2006 : Zwischen den Orten
- 2006 : Zweilicht

### Compilation
- 2005 : I Can't Relax In Deutschland (Unterm durchschnitt)